# Arika Okrent

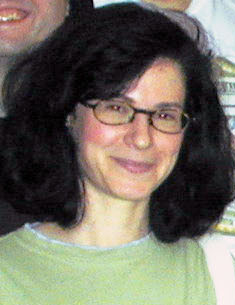
Arika Okrent, fotografiert anlässlich des Lojban Festivals im Rahmen der Philadelphia Science Fiction Conference (Philcon), 2006

Arika Okrent (/ˈɛrɪkə ˈoʊkrɛnt/, * in Chicago) ist eine US-amerikanische Sprachwissenschaftlerin mit dem Forschungsschwerpunkt Interlinguistik. Im englischen Sprachraum wurde sie einer breiteren Öffentlichkeit durch ihre Bücher In the Land of Invented Languages (2009) und Highly Irregular. Why tough, through and dough don’t rhyme – and other oddities of the English language (2021) bekannt. Ihre Arbeiten zum Thema Plansprachen werden in Fachkreisen auch außerhalb der USA rezipiert.

## Werdegang
Okrent wurde in Chicago als Tochter polnischer und siebenbürgischer Eltern geboren. Nach ihrem Abschluss am Carleton College ging sie nach Ungarn, um dort ein Jahr lang zu unterrichten. Sie erwarb einen M.A. in Linguistik an der Gallaudet University, wo sie die Amerikanische Gebärdensprache erlernte. Promoviert wurde Okrent 2004 in Psycholinguistik (Psychology and Linguistics) an der University of Chicago. An Plansprachen beherrscht sie Láadan und Klingonisch, passiv auch Esperanto. In diesem Zusammenhang wurde sie in diversen Medien interviewt, so auch für den Dokumentarfilm The Universal Language (Regie: Sam Green, USA 2011). Sie ist Mitglied im Wissenschaftlichen Beirat der Esperantic Studies Foundation.
Okrent ist Editor-at-Large bei TheWeek.com und Beiträgerin von Mental Floss. Zudem veröffentlichte sie Essays im Smithsonian Magazine, in Slate, The Atlantic und Lapham’s Quarterly. In ihrem jüngsten Buch (2021) beschäftigt sie sich mit ihrer Muttersprache. Als „learned and captivating study of how the weirdness of our language unfolded“ wurde das Werk in National Review charakterisiert.
Für ihre Leistungen auf dem Gebiet der Wissens- und Wissenschaftsvermittlung wurde ihr 2016 der Linguistics Journalism Award zuerkannt. In der Begründung hieß es, es gelinge Okrent, auch komplexe sprachwissenschaftliche Fragestellungen leicht zugänglich aufzubereiten. Eigens an Vermittlungsformen hervorgehoben wurden „media forms such as listicles and whiteboard videos“: Deren Einsatz trage mit dazu bei, einem allgemeinen Publikum linguistisches Wissen zu eröffnen.
Sie lebt in Philadelphia.

## Veröffentlichungen
- In the Land of Invented Languages. Esperanto Rock Stars, Klingon Poets, Loglan Lovers, and the Mad Dreamers Who Tried to Build a Perfect Language. Spiegel & Grau, New York, 2009, ISBN 978-0-385-52788-0.

- In the Land of Invented Languages. A Celebration of Linguistic Creativity, Madness, and Genius, Spiegel & Grau, New York, 2010.
- Artificial languages. Oxford University Press, New York, 2013.
- Budding linguists and how to find them, in Jeffrey Punske, Nathan Sanders und Amy V. Fountain (Hrsg.): Language Invention in Linguistics Pedagogy. Oxford University Press, New York, 2020, ISBN 978-0-19-882987-4.
- Highly Irregular. Why tough, through, and dough Don't Rhyme and Other Oddities of the English Language. Illustrationen: Sean O’Neill. Oxford University Press, New York, 2021, ISBN 978-0-19-753940-8.

## Auszeichnung
2016: Linguistics Journalism Award der Linguistic Society of America